# Vicente Ridaura
Vicente Juan Ridaura Sebastián est un ancien coureur cycliste espagnol, né le 22 août 1963 à Valence.
Il deviendra professionnel en 1984 et le restera jusqu'en 1993. Il y remportera 3 victoires. 

## Palmarès
- 1986
  - Mémorial Manuel Galera
- 1989
  - Tour de Galice
- 1991
  - 4e étape du Tour du Portugal
  - 3e du Tour du Portugal

## Résultats sur les grands tours

### Tour de France
3 participations
- 1986 : 87e
- 1988 : 107e
- 1990 : 63e

### Tour d'Espagne
4 participations
- 1987 : abandon
- 1988 : 24e
- 1989 : abandon
- 1991 : abandon

### Tour d'Italie
2 participations
- 1990 : 72e
- 1993 : 102e